# Jean-Emmanuel Ouédraogo
Pour les articles homonymes, voir Ouedraogo.
Jean-Emmanuel Ouédraogo, né en décembre 1980 à Tenkodogo (Burkina Faso), est un journaliste, présentateur et homme d'État burkinabé. Il est le Premier ministre du Burkina Faso depuis le 7 décembre 2024.
Journaliste de profession, il fait sa carrière au sein de la Radiodiffusion-Télévision du Burkina (RTB) où il se fait connaître en présentant le journal de 20 heures et l'émission « Sur la brèche ». Il gravit les échelons et devient rédacteur en chef de la RTB (2016-2021), puis directeur de RTB Télé (2021-2022).
Proche du militaire Ibrahim Traoré, il joue un rôle crucial lors du coup d'État de septembre 2022 en ouvrant les ondes de la RTB aux putschistes, leur permettant d'annoncer en direct leur prise de pouvoir à la télévision nationale.
Il est par la suite nommé ministre de la Communication, de la Culture, des Arts et du Tourisme ainsi que porte-parole du gouvernement Tambèla. Son action dans ce gouvernement est marquée par une réforme controversée du Conseil supérieur de la communication fin 2023, ainsi que par une dégradation générale de la liberté de la presse au Burkina, avec la suspension de nombreux médias nationaux et internationaux jugés trop critiques du régime.

## Biographie

### Jeunesse et études
De son nom complet Rimtalba Jean-Emmanuel Ouédraogo (« Rimtalba » signifiant en mooré « que le roi le protège »), il naît en décembre 1980 à Tenkodogo (Centre-Est), le premier d'une fratrie de six enfants. Après sa naissance, son père policier est rapidement affecté à Koupéla : c'est donc dans cette ville que Jean-Emmanuel Ouédraogo grandit et fait sa scolarité.
Catholique pratiquant, il rejoint la Jeunesse étudiante catholique, devenant un membre actif de cette organisation religieuse. Il part faire ses études supérieures à l'université de Ouagadougou, où il décroche une licence en sociologie (rurale et du développement) avant d'arrêter ses études pour travailler,. Quelque temps plus tard, il réussit le concours de l’Institut des sciences et techniques de l’information et de la communication (ISTIC) et obtient son diplôme en 2007, devenant major de sa promotion. 
En reprise d'études, il obtient en 2022 un master en médiation et management des conflits de l’université Joseph-Ki-Zerbo. 

### Carrière médiatique
Jean-Emmanuel Ouédraogo démarre en 2007 sa carrière au sein de la Radiodiffusion-Télévision du Burkina (RTB), où son éthique de travail est relevée et où il se construit une réputation de « fonctionnaire modèle », se tenant éloigné des mobilisations sociales de ses collègues journalistes.  
Au cours de sa carrière, il anime plusieurs émissions, dont « Techno Inno » et « Priorité environnement ». Il se fait notamment connaître pour la place importante qu'il donne aux questions environnementales dans ses émissions et reportages.  
En tant qu'animateur du journal de 20 heures et de l'émission « Sur la brèche », où il évoque des sujets d'actualité avec diverses personnalités, qu'il accède à la notoriété auprès du grand public,.  
Gravissant les échelons, il devient en 2016 rédacteur en chef de la RTB jusqu'en 2021, puis directeur de RTB Télé de 2021 à 2022,. 

### Carrière politique

#### Ministre de la Communication (2022-2024)
Réputé proche du militaire Ibrahim Traoré, Jean-Emmanuel Ouédraogo utilise sa position de directeur de RTB Télé pour permettre à ce dernier, lors du coup d'État de septembre 2022, d'annoncer en direct sur la télévision nationale sa prise de pouvoir, jouant ainsi un rôle crucial dans la réussite du putsch,,. 
Il est par la suite nommé ministre de la Communication, de la Culture, des Arts et du Tourisme le 25 octobre 2022, ainsi que porte-parole du gouvernement de transition dirigé par Apollinaire Joachim Kyélem de Tambèla,,. Cette nomination est analysée par plusieurs médias comme une récompense pour son rôle joué dans le putsch, bien qu'il s'en défende, estimant n'avoir fait « que son travail »,,.
À ce poste, il transforme le paysage médiatique burkinabè pour le mettre au service de la propagande du nouveau régime. La Radiodiffusion-Télévision du Burkina et l'Agence d'information du Burkina Faso deviennent ainsi des relais officiels de la communication du gouvernement.
Fin 2023, Jean-Emmanuel Ouédraogo met en place une réforme controversée du régulateur des médias, le Conseil supérieur de la communication (CSC). Celle-ci permet désormais au chef de l'État d'en nommer le président et donne au CSC un droit de regard sur les publications des internautes ayant plus de 5 000 abonnés. Cette réforme est dénoncée par Reporters sans frontières, qui estime que « tout est désormais en place pour que l’exécutif puisse sanctionner les journalistes, médias, mais aussi les influenceurs selon son bon vouloir »,. 
Une dégradation générale de la liberté de la presse et des conditions de travail des journalistes est observée sous l'action du ministre, avec une multiplication des menaces et enlèvements de journalistes critiques du pouvoir. Jean Emmanuel Ouédraogo ordonne notamment la suspension de plusieurs médias nationaux, dont Radio Omega, la radio la plus écoutée du pays. Des médias internationaux sont également suspendus pour leur traitement jugé trop critique du régime, dont Voice of America, RFI,, France 24, TV5 Monde, Jeune Afrique ou encore Le Monde. En 2024, le Burkina Faso finit ainsi par occuper la 86e place dans le classement mondial de la liberté de la presse de Reporters sans frontières, ce qui représente une chute de 48 places depuis 2020. Le ministre justifie alors ces atteintes à la liberté de la presse par un contexte sécuritaire précaire : « Le pays est dans une situation de guerre. Il y a une ligne rouge et nous n'allons pas accepter qu'elle soit franchie au nom d'une quelconque liberté ».
En tant que ministre de la Culture et des Arts, il soutient l'organisation de plusieurs évènements culturels qui rencontrent un certain succès, tels que le Salon international de l'artisanat de Ouagadougou (SIAO), le Fespaco ou encore la Semaine nationale de la culture.
Enfin, sa fonction de porte-parole du gouvernement, à travers laquelle il critique la France ou la Cédéao, lui permet également de se faire connaître de l'opinion publique burkinabé et de gagner la confiance des militaires et du président Ibrahim Traoré. Il devient alors la principale figure du gouvernement parmi ses membres civils,.
Lors du remaniement ministériel du 17 décembre 2023, il est élevé au rang de ministre d'État,.

#### Premier ministre (depuis 2024)
Après la dissolution du gouvernement Tambèla le 6 décembre 2024, Jean-Emmanuel Ouédraogo est nommé Premier ministre du Burkina Faso le 7 décembre par Ibrahim Traoré,. Cette nomination suscite l'étonnement parmi les commentateurs politiques. Il annonce dès le lendemain la composition de son gouvernement.
Le 27 décembre, il effectue son discours de politique générale devant l'Assemblée nationale de transition, mettant l'accent sur la lutte contre le terrorisme et la nécessite d'intensifier le développement du Burkina Faso. 

## Prix et reconnaissances
- 2023 : Officier de l'ordre de l'Étalon[17].
- 2025: Grand Officier de l'ordre de l'Etalon[18]